# The Happy Elf
The Happy Elf és una pel·lícula d'animació en  imatges de síntesi de John Rice realitzada per a la televisió americana (NBC) el 2005, I després editada en vídeo.

## Argument
Un dels ajudants públic del Pare Noël és un petit elf eufòric, Eubie, l'entusiasme del qual acaba suscitant la irritació dels seus amos. Desplaçat en un altre servei, està encarregat dels lliuraments i descobreix l'existència de Bluesville, una localitat oprimida i taciturna. El jove heroi intentarà posar una mica d'alegria en la vida dels nens que viuen en aquesta ciutat sinistra. La seva tasca no es presenta fàcil.

## Repartiment

### Veus originals
- Harry Connick Jr.: el narrador
- Rob Paulsen: Eubie
- Carol Kane
- Mickey Rooney: el Pare Noël
- Kevin Michael Richardson